# Melocactus macracanthos
Melocactus macracanthos es una especie de planta fanerógama de la familia Cactaceae.

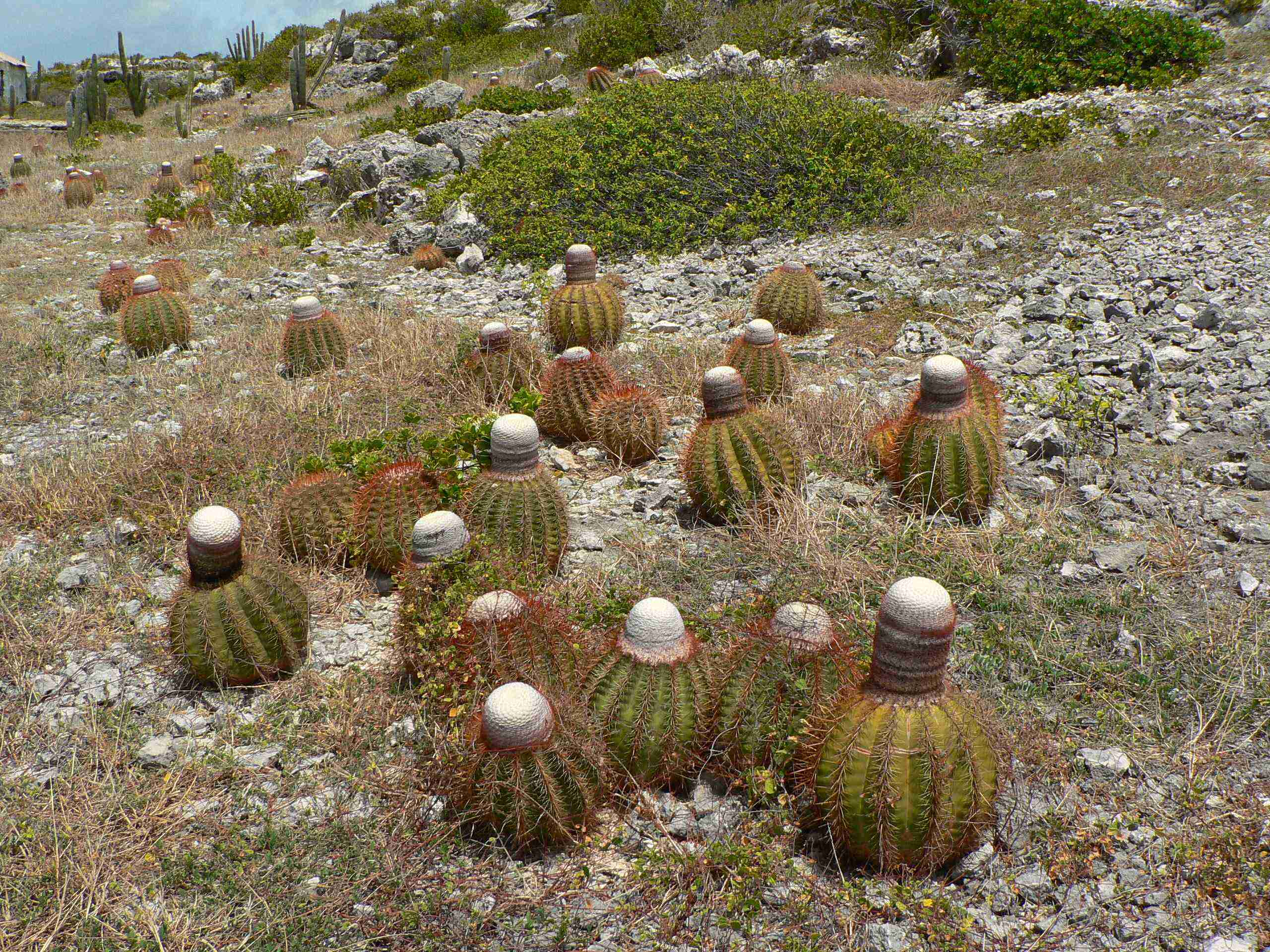
En su hábitat

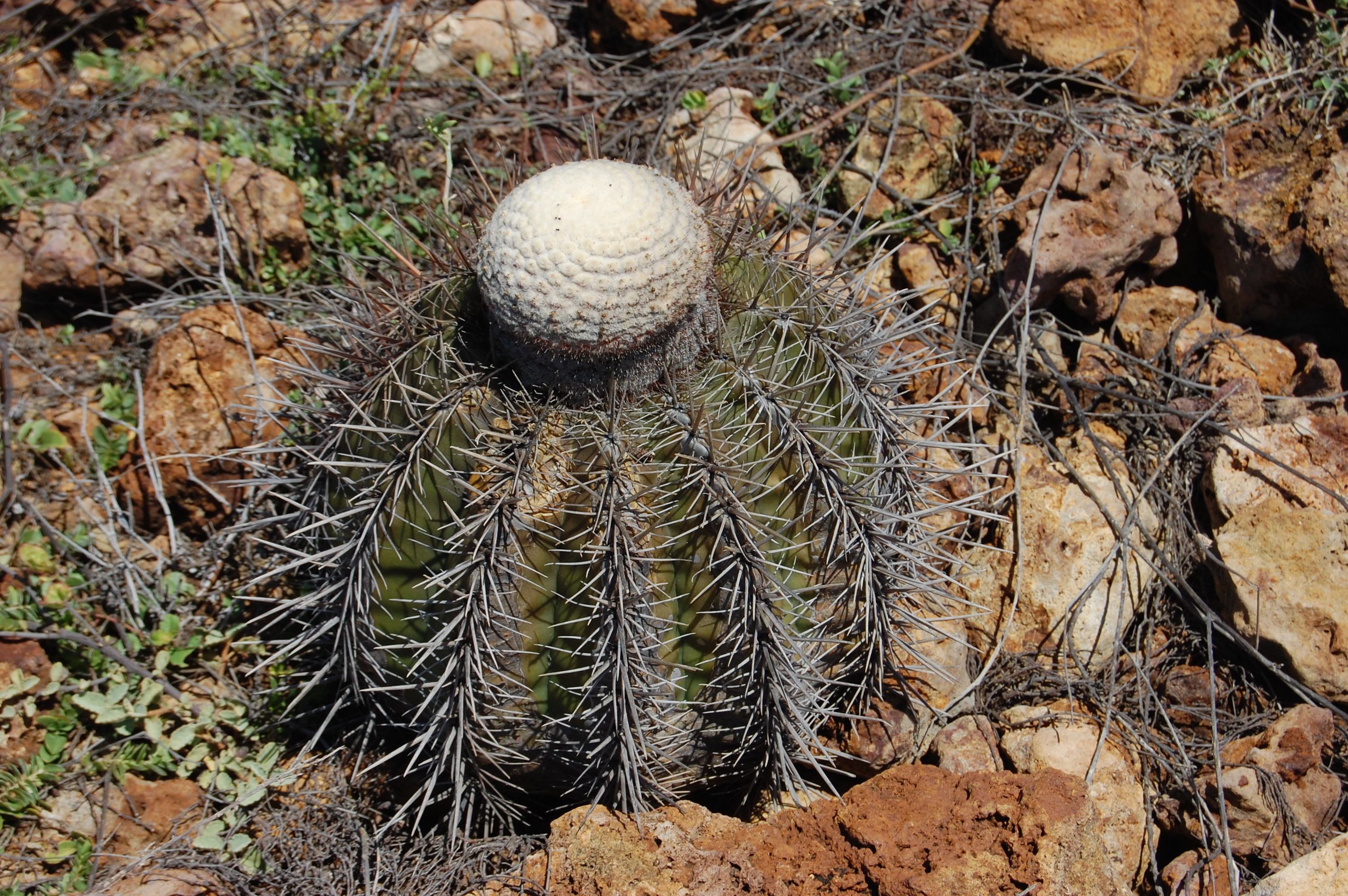
Vista de la planta

## Descripción
Melocactus macracanthos crece con tallos de color verde luminoso o apagado, globular deprimido para esféricos  que alcanzan un tamaño de hasta 25 centímetros de altura y un diámetro de hasta 30 centímetros. Tiene de 11 a 15 (raramente a 20) costillas. Las espinas son de color amarillento a marrón. Los cuatro espinas centrales desiguales, fuertes y de hasta 7 centímetros de largo. Las 8 a 17 espinas radiales de 3-4,5 cm de largo. El cefalio está compuesto por abundantes cerdas de color marrón  de hasta 24 centímetros de altura y tiene un diámetro de 13 centímetros. Las flores son rosas  de 1,5 a 2 centímetros de largo y tiene un diámetro de 0,7 a 1,2 centímetros. El fruto de color rojo brillante, en términos generales en forma de maza mide 1,5-2 centímetros de largo.

## Distribución
Es endémica de Curaçao y las islas vecinas.

## Taxonomía
Melocactus macracanthos fue descrita por (Salm-Dyck) Link & Otto y publicado en Verhandlungen des Vereins zur Beförderung des Gartenbaues in den Königlich Preussischen Staaten 3: 418–419. 1827.
Etimología
Melocactus: nombre genérico, utilizado por primera vez por Tournefort, proviene del latín melo, abreviación de melopepo (término con que Plinio el Viejo designaba al melón). Se distingue de las demás cactáceas cilíndricas por tener un cefalio o gorro rojo, razón por la que los primeros españoles que llegaron a Sudamérica le llamaban "gorro turco".
macracanthos: epíteto latino que significa "con grandes espinas".
Sinonimia
- Cactus macracanthus Salm-Dyck
- Melocactus barbarae Antesberger
- Melocactus bozsingianus Antesberger	[4]
- Cactus macracanthos,
- Melocactus laui,
- Melocactus inclinatus[5]